# Konstandinos Kalias
Konstandinos Kalias, gr. Κωνσταντίνος Καλλίας (ur. 9 lipca 1901 w Chalkidzie, zm. 7 kwietnia 2004 w Atenach) – grecki polityk i prawnik, parlamentarzysta krajowy, eurodeputowany I kadencji, minister w różnych resortach.

## Życiorys
Syn prawnika Michaila Kalliasa i Eleni Platsi. Ukończył studia prawnicze na Uniwersytecie Narodowym im. Kapodistriasa w Atenach. Działał w Stowarzyszeniu Literackim Parnassos, został też dyrektorem w związku właścicieli bydła w Chalkidzie. W 1935 należał do założycieli Narodowej Partii Jedności, od 1946 do 1951 był jej wiceprzewodniczącym. W 1946 został także po raz pierwszy wybrany do Parlamentu Hellenów, od 1949 zasiadał w zgromadzeniu konsultacyjnym Rady Europy. W 1956 został członkiem Narodowej Unii Radykalnej.
Zajmował różne stanowiska rządowe, w tym ministra poczty, telegrafów i telefonów (listopad 1945), wiceministra ekonomii (1947), ministra edukacji i spraw religijnych (1952–1954) oraz sprawiedliwości (1958–1961). W 1974 wstąpił do Nowej Demokracji, od 1975 do 1976 będąc jej wiceszefem. W kadencji 1977–1981 powrócił do krajowej legislatywy. W 1981 wybrany posłem Parlamentu Europejskiego. Przystąpił do Europejskiej Partii Ludowej, od 1982 do 1984 był jej pierwszym wiceprzewodniczącym. Należał m.in. do Komisji ds. Instytucjonalnych.
Brał udział w ruchach oporu przeciw nazistom i juncie czarnych pułkowników. W 1997 odznaczony Krzyżem Wielkim Orderu Feniksa.
W 2003 trafił do Księgi Rekordów Guinessa jako najstarszy autor autobiografii (wówczas 101-latek). Zmarł rok później w wieku 102 lat. Był żonaty z Chrysulą Kallias (1909–1983).